# Acàcia taperera
L'acàcia taperera (Albizia julibrissin), és una espècie d'arbre natiu del sud i est d'Àsia des de l'Iran fins a l'est de la Xina i Corea.
Addicionalment pot rebre els noms de acàcia de Constantinoble, albízia i arbre de seda. També s'ha recollit la variants lingüística acàcia taparera.
Es fa servir com a arbre d'alineació en jardineria (també a Barcelona).
El gènere Albizia (incorrectament "Albizzia") rep el nom del noble italià Filippo del Albizzi qui va introduir aquestes plantes. Pel que fa al nom específic julibrissin és una corrupció del persa gul-i abrisham (گل ابریشم) que significa "flor de seda".
Les seves fulles es tanquen de nit o quan plou com si dormissin i en alguns idiomes el seu nom comú fa referència a aquest fet.

## Sinònims
- Acacia julibrissin (Durazz.) Willd.
- Acacia nemu Willd.
- Albizia nemu (Willd.) Benth.
- Albizzia julibrissin Durazz. (orth.var.)
- Feuilleea julibrissin (Durazz.) Kuntze
- Mimosa julibrissin (Durazz.) Scop.
- Mimosa speciosa Thunb.

Mimosa speciosa Jacq. is Albizia lebbeck
- Sericandra julibrissin (Durazz.) Raf.

## Varietats
- Albizia julibrissin var. julibrissin.
- Albizia julibrissin var. mollis.

## Galeria

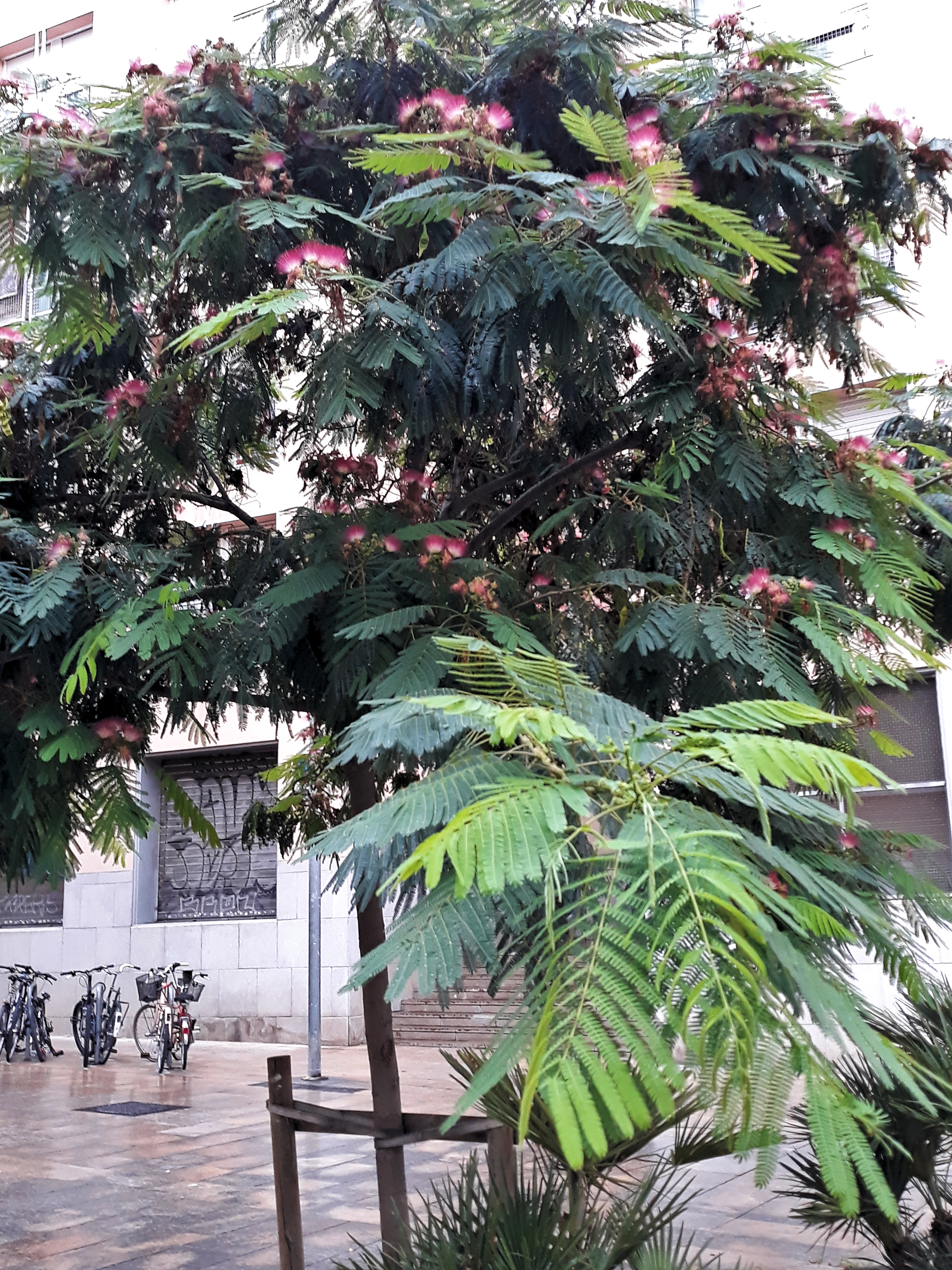
Arbre al c/Armengol de Barcelona
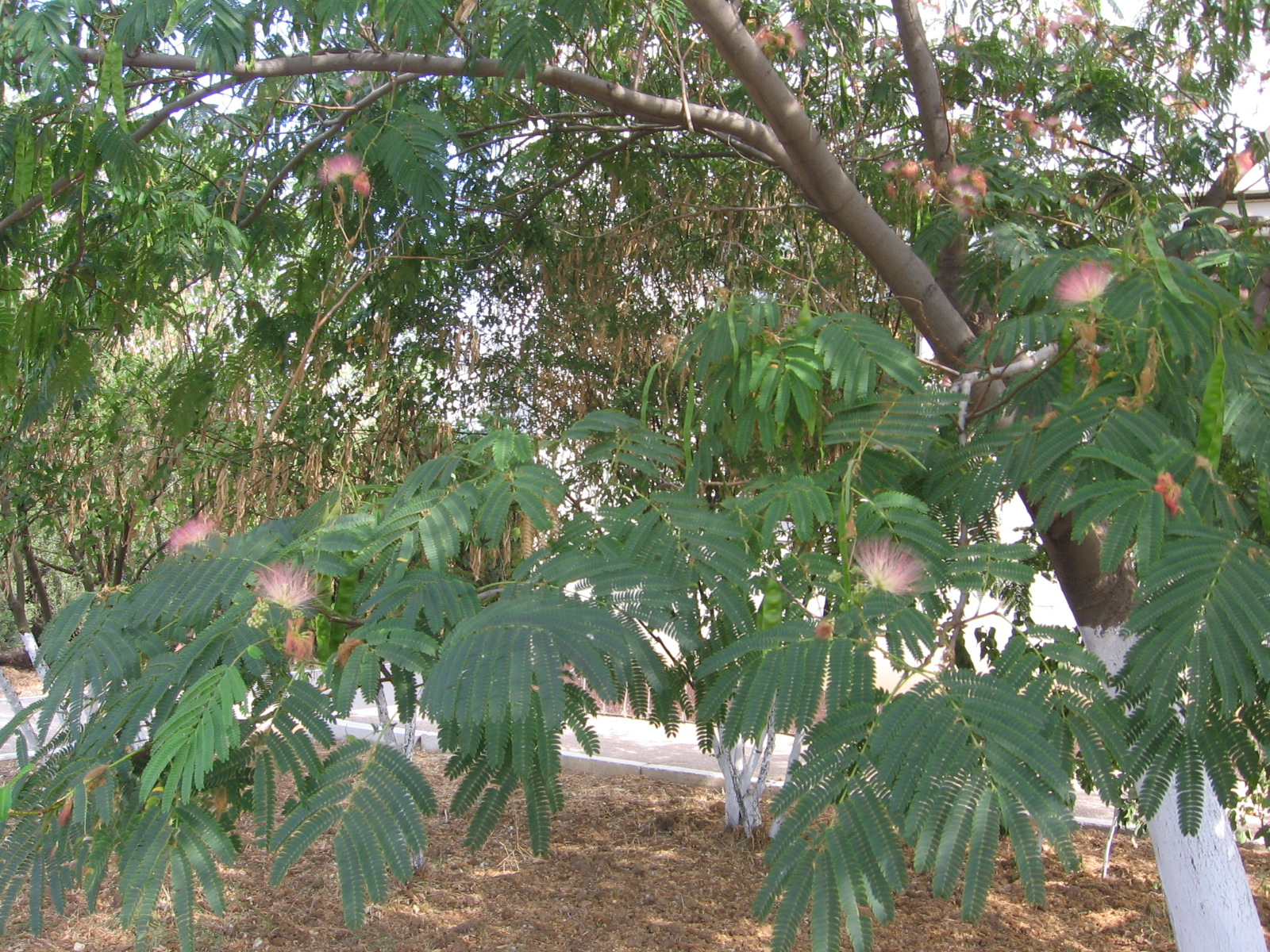
Una acàcia de Constantinoble a Sebastopol
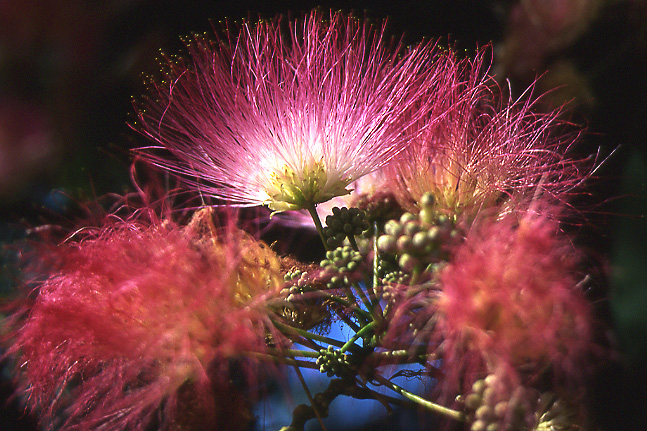
Albizia julibrissin f. rosea té les flors més acolorides queA. julibrissin
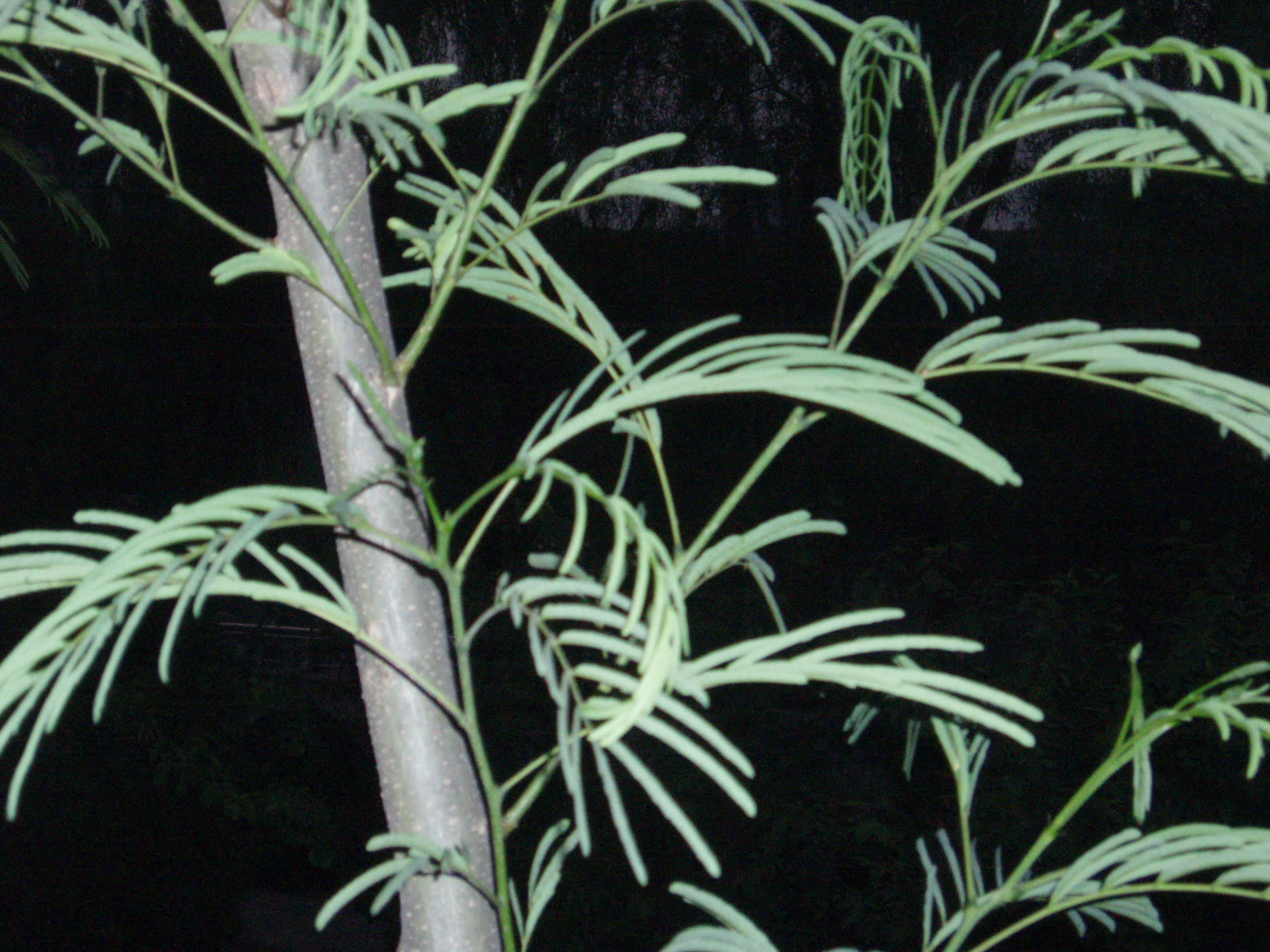
Foliols tancats de nit
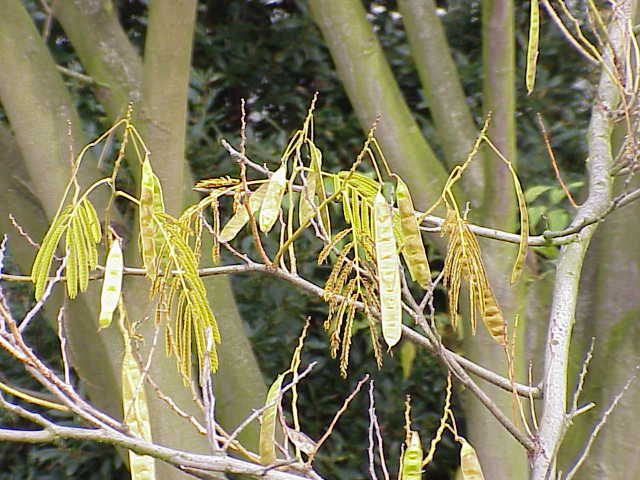
Els fuits en beina.
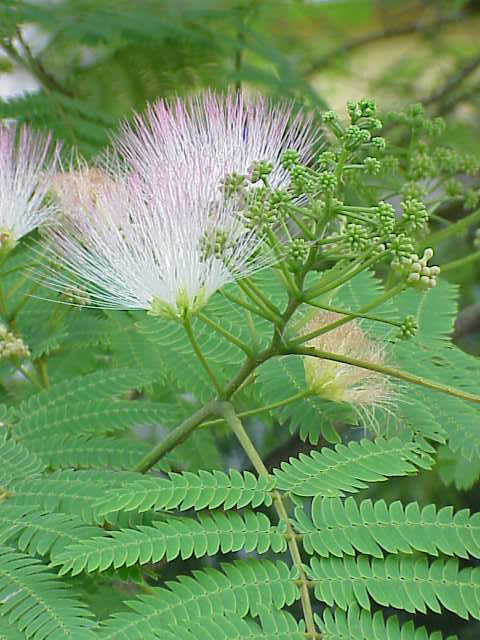
Detall de la floració